# Buck Showalter
Pour les articles homonymes, voir Showalter.
William Nathaniel « Buck » Showalter (né le 23 mai 1956 à DeFuniak Springs, Floride, États-Unis) est le manager des Orioles de Baltimore de la Ligue majeure de baseball.
Il a été nommé manager de l'année dans la Ligue américaine en 1994, 2004 et 2014.

## Carrière de joueur
Joueur évoluant à la position de voltigeur pour les Bulldogs de l'université d'État du Mississippi, Buck Showalter est repeché en cinquième ronde par les Yankees de New York en 1977. Ce frappeur et lanceur gaucher évolue en ligue mineure de 1977 à 1983 dans l'organisation des Yankees, sans jamais atteindre le niveau majeur. Sa progression est stoppée au niveau Triple-A. Il présente une moyenne au bâton de,294 en 793 parties dans les mineures, avec 290 points produits.

## Carrière de manager

### Yankees de New York
Sa carrière de manager débute dans les ligues mineures. Il gravit les échelons et est nommé manager des Yankees de New York de la Ligue américaine de baseball pour la saison 1992. Il est voté manager de l'année en 1994 alors que les Yankees dominent l'Américaine avec une fiche de 70 victoires contre 43 défaites lorsque la saison prend fin en raison de la grève des joueurs. En 1995, Showalter dirige l'équipe de la Ligue américaine au match des étoiles et les Yankees décrochent, avec une fiche de 79-65, la place de meilleur deuxième, se qualifiant en séries éliminatoires pour la première fois depuis 1981. Cependant, un conflit entre le propriétaire de l'équipe, George Steinbrenner, et Showalter mènera au congédiement de ce dernier avant le début de la saison 1996. En 582 parties à la tête de la formation new-yorkaise, Showalter totalise 313 gains contre 268 défaites, pour un pourcentage de victoires de,539. Dans les mois suivants son départ, les Yankees remportent leur première Série mondiale depuis les années 1970.

### Diamondbacks de l'Arizona
En 1996, Buck Showalter est engagé par les Diamondbacks de l'Arizona. L'équipe d'expansion ne doit jouer son premier match que deux ans plus tard, mais Showalter fait partie de ceux qui bâtissent l'équipe en fonction de leurs débuts dans la Ligue nationale de baseball. Le 31 mars 1998, les Diamondbacks font leur entrée sur le terrain et Showalter est le premier gérant de l'histoire de la franchise. C'est avec lui sur le banc qu'ils inscrivent leur première victoire, contre San Francisco le 5 avril.
Le 28 mai 1998, Showalter prend une décision inusitée alors qu'il commande qu'un but-sur-balles intentionnel soit accordé au meilleur joueur de la ligue, Barry Bonds, alors que les buts sont tous occupés. Un point vient automatiquement marquer, réduisant à 8-7 l'avance des Diamondbacks sur les Giants de San Francisco. Le frappeur suivant, Brent Mayne, est retiré pour mettre fin au match. Il s'agissait de la cinquième fois seulement dans l'histoire des majeures qu'un but-sur-balles intentionnel avec les buts remplis était accordé, et une première depuis 1944.
Comme bien des clubs d'expansion, les D-Backs connaissent peu de succès à leur première saison (fiche de 65-97), mais ils remportent leur premier championnat dans la division Ouest dès l'année suivante, avec une saison de 100 victoires. Après une année 2000 décevante qui voit l'équipe encaisser 15 défaites de plus que la campagne précédente et glisser au troisième rang de la division, Showalter est remercié. Sa fiche est de 250-236 pour un pourcentage de victoires de,514 comme gérant en Arizona. Tout comme ce fut le cas avec les Yankees, les Diamondbacks remportent la Série mondiale l'année suivant le départ de Showalter.

### Rangers du Texas
Showalter dirige les Rangers du Texas pour quatre saisons, de 2003 à 2006. La saison 2004 voit l'équipe enregistrer des performances surprenantes, surtout après l'échange ayant envoyé Alex Rodriguez chez les Yankees durant l'entre-saison. Malgré une troisième place, Texas remporte 18 parties de plus que l'année précédente, et Showalter est honoré pour la seconde fois de sa carrière du titre de manager de l'année en Ligue américaine.
Sa fiche est de 319-329 pour un pourcentage de victoires négatif de,492 comme pilote des Rangers.

### Orioles de Baltimore

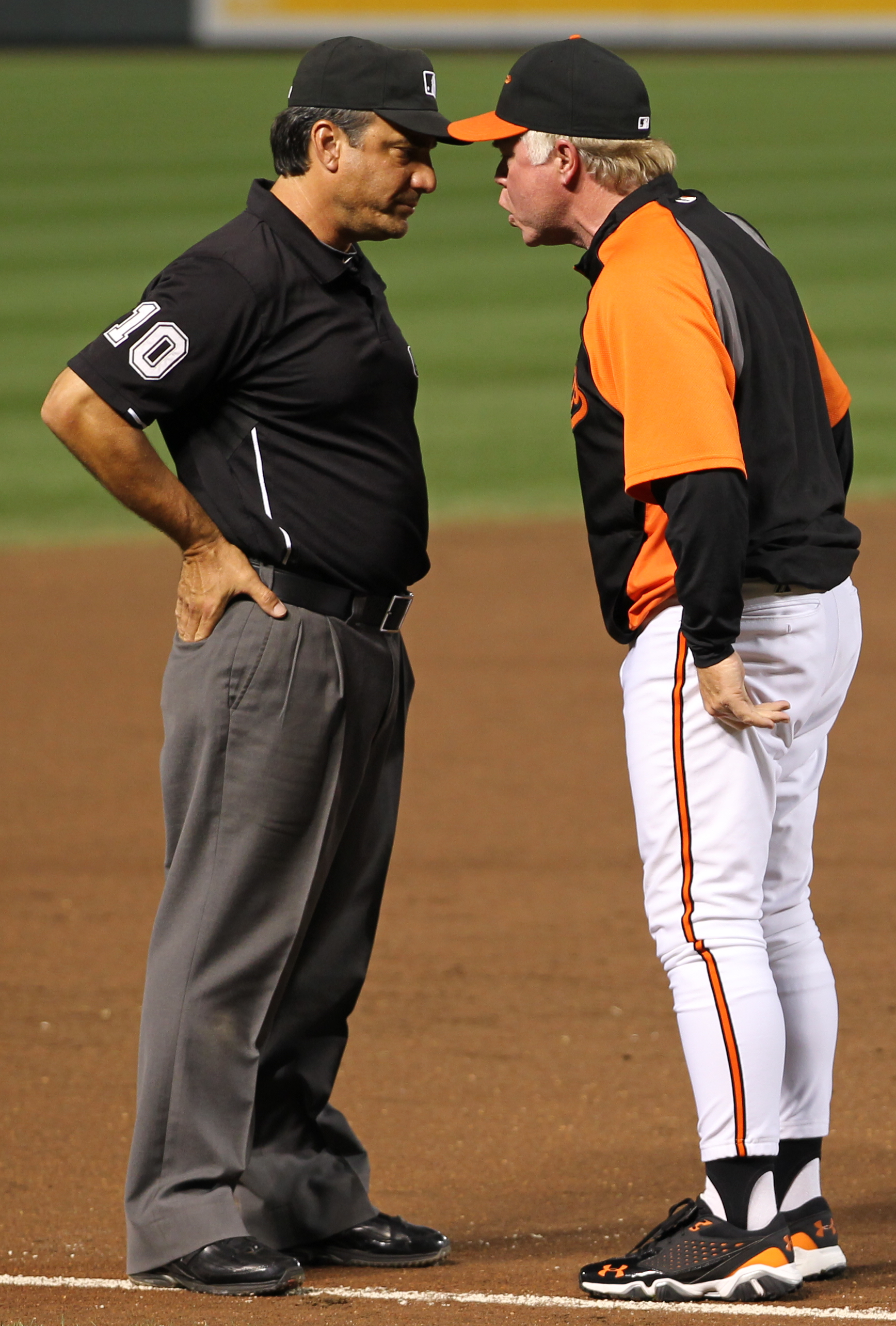
Buck Showalter, à droite, argumente avec l'arbitre Phil Cuzzi lors d'un match en 2011.

En juin 2010, il est embauché comme nouveau manager des Orioles de Baltimore. Il hérite de la pire formation des majeures et succède le 3 août à Juan Samuel, lui-même gérant par intérim depuis le congédiement en mai de Dave Trembley. Avec 34 victoires contre 23 revers sous Showalter en fin d'année, les Orioles améliorent légèrement leur fiche, mais terminent 28e sur 30 équipes dans les majeures et 13e sur 14 clubs dans l'Américaine. Les Orioles connaissent une fois de plus une saison médiocre en 2011 et ne remportent que 69 de leurs matchs, contre 93 défaites. Ils terminent cinquième dans la division Est, 12e sur 14 équipes dans la Ligue américaine et 27e sur 30 équipes dans l'ensemble des majeures.
En 2012, les Orioles surprennent le monde du baseball avec une première saison gagnante et une première participation aux séries éliminatoires en 15 ans. Baltimore termine deuxième dans la division Est à seulement deux matchs des Yankees de New York avec 93 victoires et 69 défaites. Showalter est l'un des favoris au titre de gérant de l'année, mais échappe ce prix lorsqu'il termine seulement huit points derrière Bob Melvin des Athletics d'Oakland au vote désignant le vainqueur.
Avec 85 victoires et 77 défaites en 2013, les Orioles de Showalter terminent 3e, à égalité avec les Yankees, dans la compétitive division Est et ratent de peu la qualification en éliminatoires.
En 2014, les Orioles remportent leur premier titre de division depuis 1997, coiffant leurs adversaires de la division Est avec 96 victoires et 66 défaites, la 2e meilleure fiche des majeures et la meilleure en 17 ans pour la franchise. Showalter reçoit le titre de gérant de l'année pour la 3e fois de sa carrière. Après une victoire sur les Tigers de Détroit en Série de divisions, le parcours des Orioles en éliminatoires se finit sur leur défaite aux mains des Royals de Kansas City en Série de championnat, à leur première présence en finale de la ligue depuis 1997.

### Mets de New York
En décembre 2021, Buck Showalter est embauché comme manager des Mets de New York.